# Verteporfin
Verteporfin (tên thương mại Visudyne), một dẫn xuất của benzoporphyrin, là một loại thuốc dùng làm chất nhạy quang trong liệu pháp quang động để loại bỏ các mạch máu bất thường trong mắt liên quan đến các tình trạng như thoái hóa điểm vàng. Verteporfin tích lũy trong các mạch máu bất thường này và, khi được kích thích bởi ánh sáng đỏ không tự nhiên với bước sóng 689   nm  với sự hiện diện của oxy, tạo ra oxy nhóm đơn có khả năng phản ứng cao và các gốc oxy phản ứng khác, dẫn đến tổn thương cục bộ đối với lớp nội mạc và tắc nghẽn mạch.
Verteporfin cũng được sử dụng ngoài nhãn để điều trị bệnh võng mạc huyết thanh trung tâm.

## Sử dụng
Verteporfin được tiêm tĩnh mạch, 15 phút trước khi điều trị bằng laser.

## Chống chỉ định
Porphyria.

## Tác dụng phụ
Các tác dụng phụ phổ biến nhất là mờ mắt, nhức đầu và tác dụng tại chỗ tại chỗ tiêm. Ngoài ra, nhạy cảm ánh sáng; Nên tránh tiếp xúc với ánh sáng mặt trời và ánh sáng không được che chắn cho đến 48 giờ sau khi tiêm verteporfin.

## Tương tác
Verteporfin được biết là tương tác với thuốc hạ sốt thảo dược (Tanacetum parthenium), sau này dường như hoạt động như một chất đối kháng với verteporfin mà không rõ nguyên nhân. Lấy hai chất đồng thời là không thể.
Verteporfin không có ảnh hưởng đến men gan CYP3A4, chất chuyển hóa nhiều loại dược phẩm.